# Sisifo
Sisifo (in greco antico: Σίσυφος?, Sísyphos; in latino Sisyphus) è un personaggio della mitologia greca, fondatore della città di Efira (l'odierna Corinto) della quale divenne re.
(Omero, Iliade, libro VI, versi 153-155. Traduzione di Rosa Calzecchi Onesti.)
Ritratto come un uomo ingannatore e astuto, in una versione del mito viene addirittura considerato il padre di Ulisse.

## Genealogia
Figlio di Eolo e di Enarete, sposò Merope e divenne padre di Glauco, Ornizione, Tersandro, Almo e Profirione.

## Etimologia

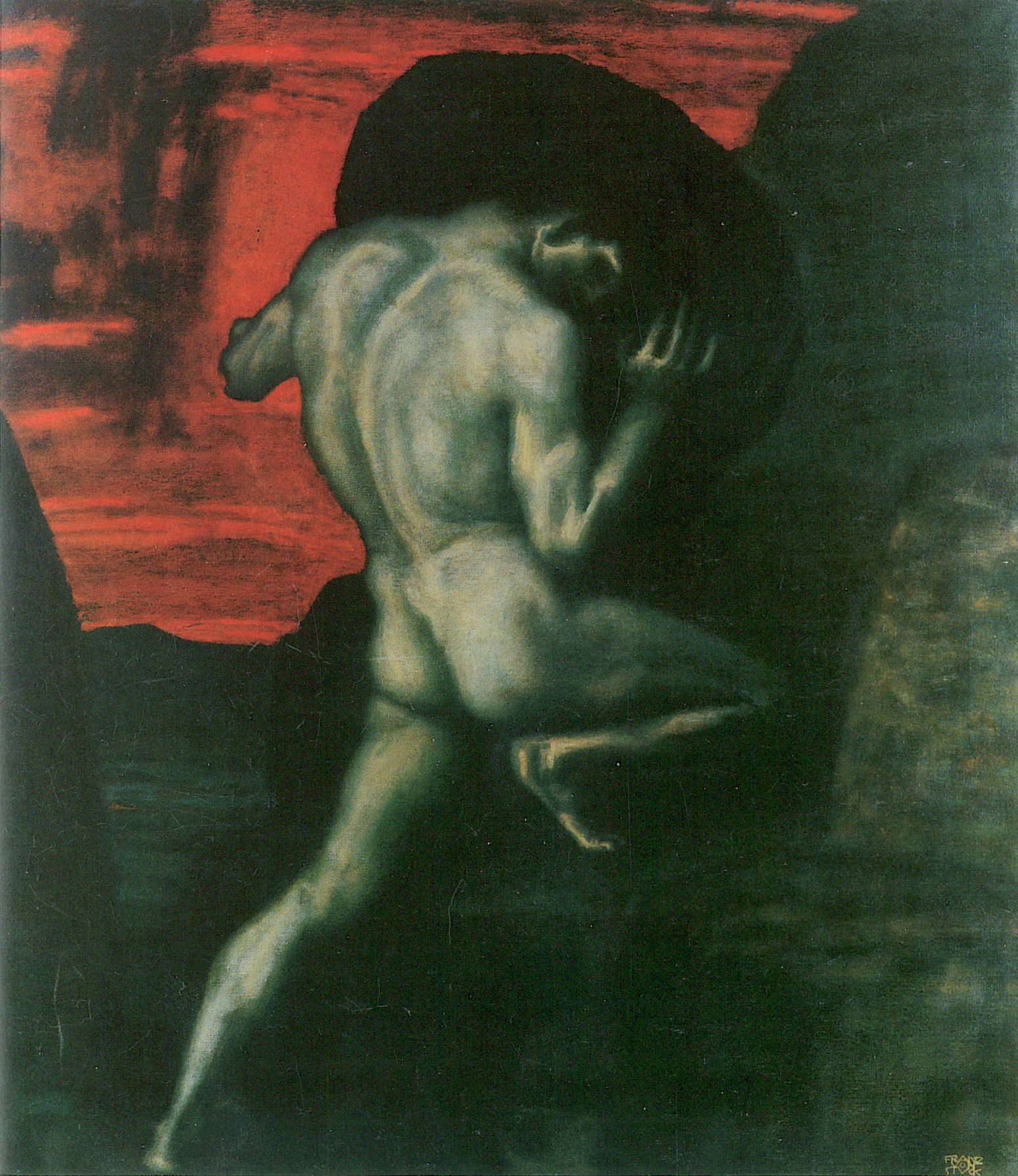
Sisifo che trasporta il masso, 1920, nell'interpretazione di Franz von Stuck

Il nome di Sisifo è di incerta etimologia, sebbene i Greci gli attribuissero il significato di "uomo saggio"; in realtà esso è una variazione greca del dio Tesup, personificazione ittita del sole e della luce, identificato con Atabirio, dio solare di Rodi, a cui era sacro il toro; Esichio di Alessandria invece riporta una scrittura diversa del nome, Sesephus. Alla figura del Sisifo di Rodi (ovvero Atabirio) si ricollegava anche il rinvenimento di preziose statuette di bronzo e bassorilievi del XV secolo a.C., raffiguranti un toro sacro accompagnato da numerosi attributi come lo scettro, due dischi sui fianchi e un trifoglio su un'anca.

## Il mito di Sisifo
In tutti i miti che lo riguardano, Sisifo è ritratto come un uomo scaltro e senza scrupoli come nessun altro.

### Sisifo e Salmoneo
Alla morte del padre Eolo, quando suo fratello Salmoneo usurpò il trono della Tessaglia, Sisifo, legittimo erede, si rivolse all'oracolo di Delfi, il quale gli consigliò di ingravidare sua nipote per avere la sua vendetta: Sisifo sedusse così la figlia di Salmoneo, Tiro, e dalla loro relazione nacquero due figli. Scoperto il verdetto dell'oracolo il risentimento della donna sarà tale da indurla ad assassinare la prole; Sisifo avrà quindi modo di presentarsi nella piazza del mercato di Larissa mostrando alla folla i cadaveri dei figli dicendo che Tiro li aveva generati con il padre e ottenendo per quest'ultimo l'esilio per incesto.

### Sisifo e la pietra

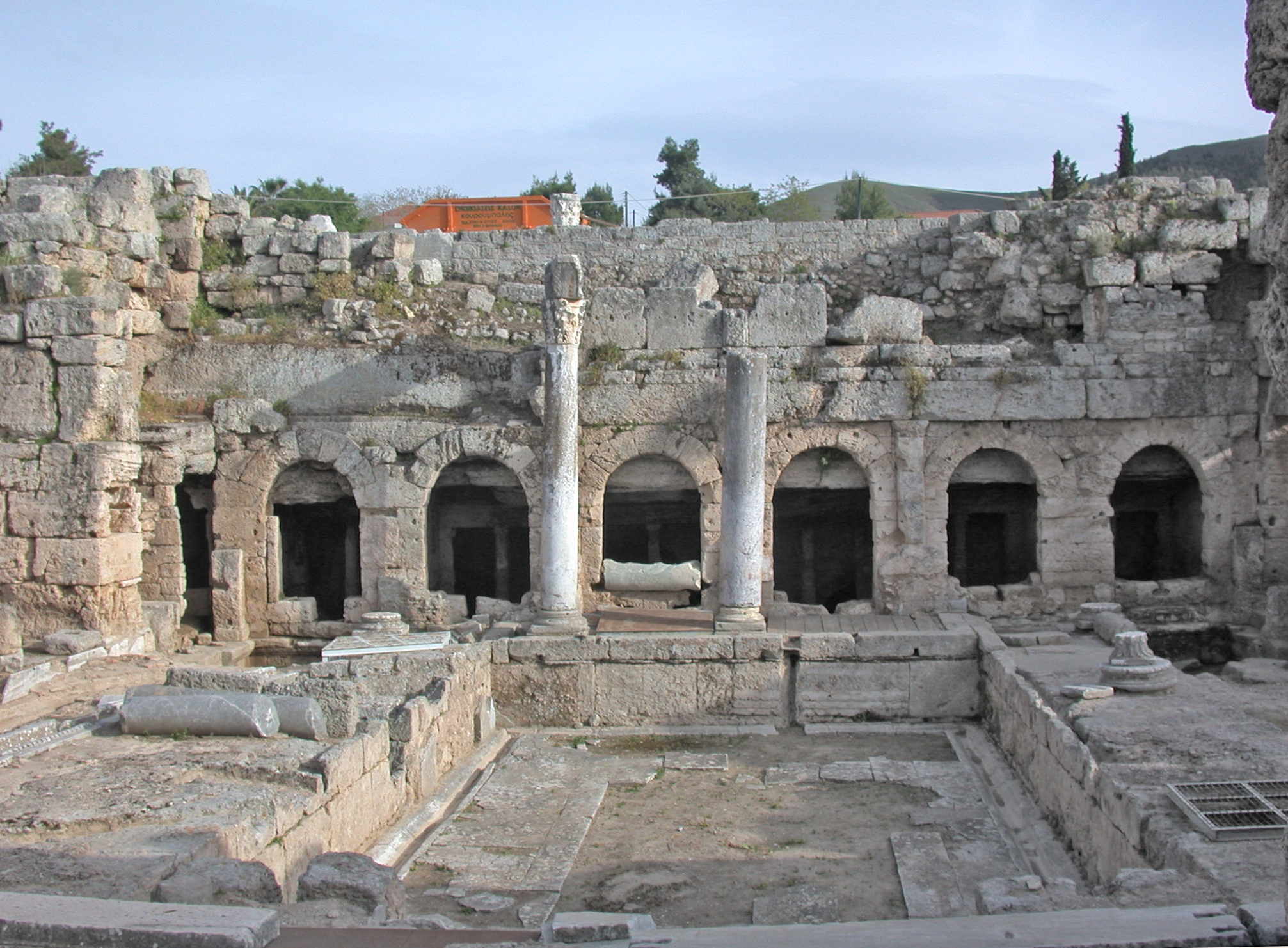
La fontana di Pirene a Corinto

Mentre cercava di risolvere il problema della siccità di Corinto, un giorno Sisifo si ritrovò nei pressi della rocca della città mentre Zeus amoreggiava con una bella ninfa di nome Egina, figlia del dio fluviale Asopo e rapita dallo stesso Zeus. Asopo si presentò a Sisifo nelle sembianze di un vecchio e gli chiese notizie di sua figlia: Sisifo ammise di averla vista, senza però rivelare nell'immediato chi fosse il rapitore, scegliendo di chiedere prima una fonte d'acqua per la sua città in cambio dell'informazione. Asopo promise a Sisifo che gli avrebbe dato la fonte in cambio della rivelazione dell'identità di colui che aveva rapito la ninfa sua figlia. Mantenendo il patto, Sisifo rivelò che la ninfa era stata rapita da Zeus: soddisfatto, Asopo diede in dono al re la sorgente d'acqua perenne detta Pirene.
Quando Zeus venne a sapere il tutto, chiese a suo fratello Ade di mandare Thanatos a catturare Sisifo per rinchiuderlo nel Tartaro, ma quando il dio della morte giunse a casa del re questi lo fece ubriacare e lo legò con delle catene imprigionandolo: con Thanatos incatenato la morte scomparve dal mondo e quando Ares si accorse che durante le battaglie non moriva più nessuno, e che quindi le battaglie stesse non avevano più senso, si mosse per catturare Sisifo e, liberato Thanatos, lo condussero nel Tartaro.
Sisifo aveva tuttavia imposto alla moglie Merope di non seppellire il suo corpo così da avere motivo per protestare con gli dei dell'empietà della donna: Persefone, moglie di Ade, decise allora di farlo tornare sulla Terra per tre giorni così da imporre alla moglie i riti funebri. Sisifo tornò nel mondo dei vivi ma non obbligò la moglie a seppellirlo, così gli dei inviarono Hermes per catturarlo e riportarlo negli Inferi: il dio messaggero obbedì con piacere dal momento che in questo modo avrebbe potuto vendicarsi di Sisifo, che in precedenza aveva smascherato suo figlio Autolico, il ladro supremo, e secondo alcune versioni anche per aver violentato sua figlia Anticlea. Altre versioni riferiscono che Sisifo avesse ricevuto la possibilità di tornare nel mondo dei vivi non da Persefone ma da Ade stesso a patto di tornare entro un giorno; come nell'altra versione Sisifo non tenne fede al patto e rimase nel mondo dei vivi: la morte sopraggiunse naturalmente e non è affatto menzionato Hermes.
Come punizione per la sua sfrontata audacia, Zeus decise che Sisifo avrebbe dovuto spingere un masso dalla base alla cima di un monte, ma ogni volta che avesse raggiunto la cima, il masso poi sarebbe rotolato nuovamente alla base del monte per l'eternità. La sua punizione è divenuta una figura retorica per indicare una "fatica inutile".

### Pareri secondari
Secondo una tradizione, fu il padre di Ulisse, generato da una relazione con la madre Anticlea prima dell'unione di lei con il re di Itaca Laerte.

## Le interpretazioni del mito di Sisifo

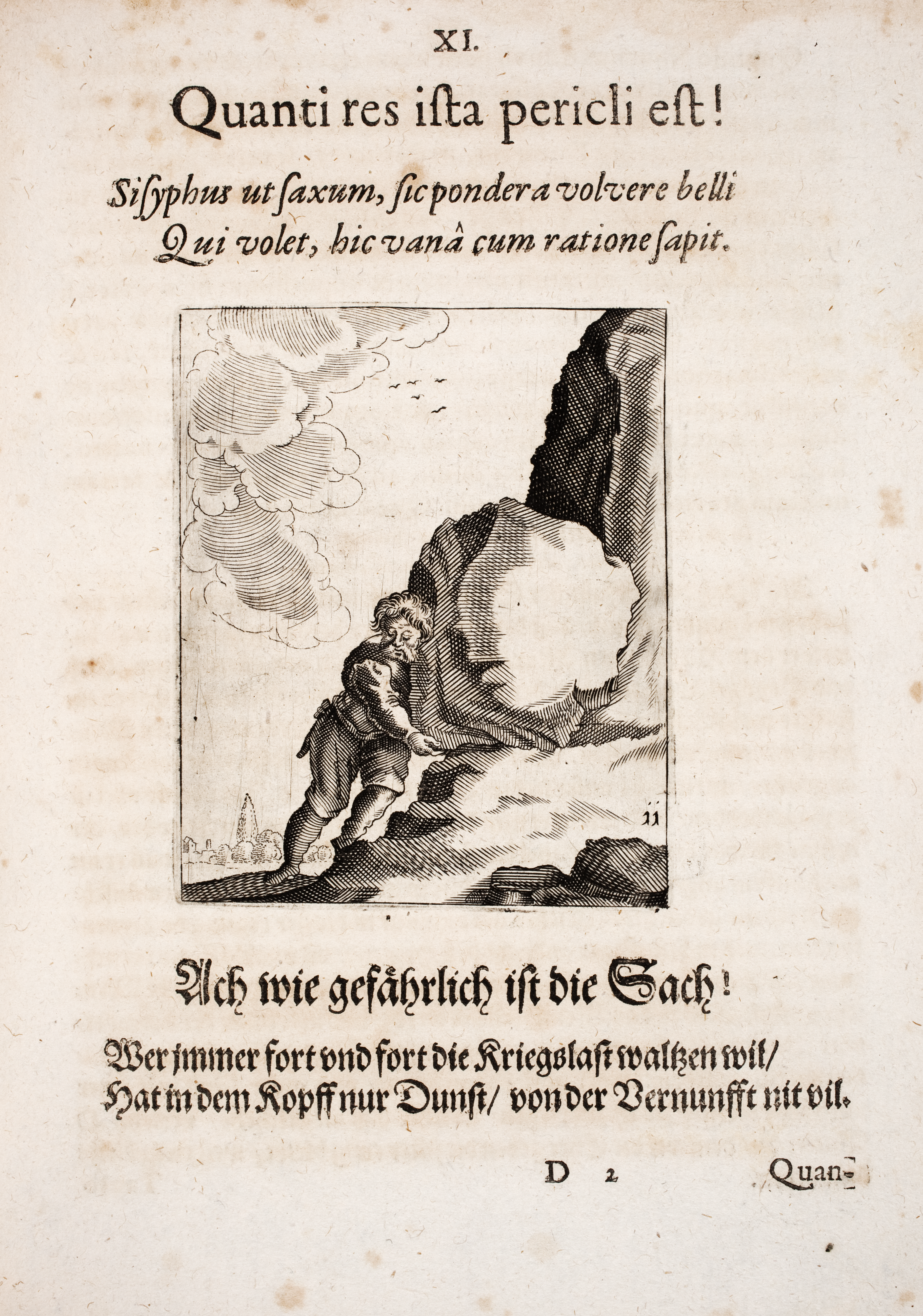
Sisifo come simbolo per continuare una guerra insensata. Johann Vogel: Meditationes emblematicae de restaurata pace Germaniae, 1649

Il re Sisifo viene considerato alla stregua del disco del sole che sorge ogni giorno a est e poi sprofonda verso ovest. Altri studiosi lo considerano una personificazione delle onde che salgono e scendono, o del mare infido. Il filosofo epicureo Lucrezio del I secolo a.C. interpreta il mito di Sisifo come la personificazione dei politici che aspirano a un ufficio politico ma ne vengono costantemente sconfitti. La ricerca del potere, di per sé una "cosa vuota", viene paragonata al rotolare del macigno dalla collina. Lucrezio ritiene infatti che le ambizioni siano pericolose perché allontanano l'uomo dalla saggezza.
Friedrich Gottlieb Welcker suggerì l'interpretazione secondo cui il mito di Sisifo simboleggiava la lotta vana dell'uomo nella ricerca della conoscenza, mentre Salomon Reinach ipotizzò che la sua punizione si basasse su un quadro in cui Sisifo era rappresentato mentre roteava un'enorme pietra dall'Acrocorinto, simbolo del lavoro e delle abilità coinvolte nella costruzione del Sisifeo.
Albert Camus, nel suo saggio Il mito di Sisifo del 1942, vide in Sisifo la personificazione dell'assurdità della vita umana, ma Camus conclude "bisogna immaginare Sisifo felice" come se "la lotta stessa verso le vette fosse sufficiente per riempire il cuore di un uomo".
J. Nigro Sansonese, basandosi sull'opera di Georges Dumézil, ipotizza che l'origine del nome "Sisifo" sia onomatopeica del continuo suono di susurrant ("siss phuss") fatto dal respiro nei passaggi nasali, situando la mitologia di Sisifo in un contesto molto più ampio di tecniche arcaiche (vedi religione proto-indoeuropea) che inducono la trance legate al controllo del respiro. Il ciclo ripetitivo di inspirazione-espirazione è descritto esotericamente nel mito come un moto su e giù di Sisifo e del suo macigno su una collina.
In esperimenti che verificano come i lavoratori rispondono quando il significato del loro compito è diminuito, la condizione del test viene indicata come condizione Sisifousa. Le due conclusioni principali dell'esperimento sono che le persone lavorano di più quando il loro lavoro sembra più significativo e che le persone sottovalutano la relazione tra significato e motivazione.

## Influenza culturale

### Cinema
- Sisyphus è il titolo del corto d'animazione candidato all'Oscar nel 1974 del regista, grafico, illustratore, scrittore, politico ungherese Marcell Jankovics.
- Il mito viene menzionato in una scena del film "Prima di domani", nel quale la trama ruota attorno alla medesima giornata che la protagonista rivive costantemente.

### Filosofia
- Il filosofo francese Albert Camus gli ha dedicato un importante saggio, Il mito di Sisifo appunto, all'interno del quale, negando qualsivoglia valore a un significato trascendente alla vita e al mondo, riconosce come assurda l'esistenza: senza un significato l'esistenza è irrazionale ed estranea a noi stessi. Resta dunque il suicidio, ma quello "fisico" non risolve il problema del senso e quello "spirituale" (Kierkegaard con la "speranza" in Dio, e Husserl con la ragione portata oltre i limiti della propria finitudine) svia dal vero problema. La soluzione per Camus è la "sopportazione" della propria presenza nel mondo, sopportazione che consente la libertà; e la protesta/ribellione nei confronti dell'assurdità dell'esistenza, quindi contro il destino, consegna alla vita il suo valore effettivo. Camus non cerca quindi più Dio o l'Assoluto, il suo obiettivo diviene "l'intensità della vita". Per Camus Sisifo è quindi felice perché nella sua condanna diviene consapevole dei propri limiti e quindi assume su di sé il proprio destino.

### Fisica
- In fisica atomica l'effetto Sisifo (Sisyphus Cooling) è un meccanismo di raffreddamento laser tramite il quale è possibile raggiungere temperature inferiori a quella del limite Doppler. Fu sviluppato nel 1989 dal fisico francese Claude Cohen-Tannoudji.

### Letteratura
- Nel libro di Paolo Maurensig Canone inverso viene citato Sisifo a pagina 72,[16] come stemma della divisa del protagonista Jenö Varga, e a pagina 79,[17] per indicare che, per quanto riguarda la perfezione, all'uomo non sarà mai dato raggiungerla.
- Nel libro di fantascienza di Greg Egan Distress Sisifo è un'intelligenza artificiale installata su un pad digitale o quello che si può ricondurre a un moderno tablet. La sua funzione nell'immaginario dello scrittore è molto vicina, anche se più sviluppata, a quella degli attuali assistenti vocali per smartphone.

### Manga e Anime
- Nel manga e anime Saint Seiya - The Lost Canvas Sysyphus è il nome del cavaliere d'oro del Sagittario.
- Sisyphe è il titolo del quinto episodio dell'anime "ULISSE 31". In questa versione, Sisyphe è stato condannato dagli dei a smantellare grossi macigni di metallo e buttarli in un pozzo senza fondo per aver cercato di scoprire i segreti degli dei, solo all'arrivo di Ulisse e Telemaco sul pianeta si rende conto dell'inutilità del suo lavoro e della beffa degli dei.

### Musica
- L'album Stone Uphill Pushing Man del chitarrista Paul Gilbert si ispira al mito di Sisifo, sia per la copertina sia per la canzone omonima.

- A Sisifo è intitolata la suite strumentale d'avanguardia Sysyphus, pubblicata nel 1969 dai Pink Floyd nel disco Ummagumma e scritta dal tastierista Richard Wright.
- Sisyphus è il titolo di una canzone del cantautore statunitense Andrew Bird.
- La canzone Carve Away The Stone, ultima traccia dell'album Test For Echo dei Rush, tratta del mito di Sisifo e della pietra da lui sospinta.
- Un verso della canzone Zeit! dell'album Exuvia di Caparezza, recita: "Dimmi, Zeit, cosa ti è successo? Non mi tieni il passo, ritorni indietro come Sisifo, non tieni il masso". Il rapper si riferisce al noto detto che recita "La storia si ripete". Il tempo, proprio come il masso di Sisifo, non va mai avanti dal momento che la storia è una continua ripetizione di eventi.
- Quando fu ritrovato nella sua stanza, il 25 novembre 1974, il corpo senza vita del cantautore inglese Nick Drake, accanto al suo letto era presente una copia de Il mito di Sisifo, di Albert Camus.[18]

### Videogiochi
- Nel videogioco Ultrakill, Sisifo appare come boss nel livello P-2 "Wait of the World".
- Nel 2024 è stato rilasciato il videogioco The Game Of Sisyphus, dove il giocatore controlla appunto Sisifo con l'obiettivo di trascinare la pietra fino in cima alla montagna attraverso vari livelli.[19]

### Approfondimenti
1. ↑  Sisifo spinge il masso (VI secolo a.C.), dal santuario di Era al Sele, conservato al Museo archeologico nazionale di Paestum. Il demone alato alle spalle di Sisifo intende rendere più dura la punizione del re di Èfira. Nell'Odissea (XI, 593 e ss.), Sisifo è tormentato nell'Ade dove viene obbligato a spingere per l'eternità un enorme masso fino alla vetta dove questo finisce per rotolare di nuovo giù a valle. Omero non ci dice nulla sui motivi della sua condanna da parte di Zeus, lo scoliaste (cfr. loc. cit.) lo relaziona al fatto di aver rivelato ad Asopo il luogo dove Zeus gli aveva rapito la figlia Egina. Strabone (VIII, 6,2) ci parla di un suo sacrario, Sisypheion, sull'Acorinto; Pausania (II, 2, 2) ci dice della sua tomba sull'Istmo.
2. ↑  La figura del toro in rapporto alla figura di Sisifo si ricollega al rapimento delle mandrie che quest'ultimo faceva pascolare sull'Istmo di Corinto e che gli vennero sottratte dal ladro Autolico. Dopotutto le razzie di mandrie contrassegnate dal marchio del dio Sole erano un episodio molto comune nei miti greci: le razzie compiute dai compagni di Ulisse nell'isola al dio sacra (Omero, Odissea, libro XII, 127-143); quelle del gigante Alcioneo, sconfitto dall'avversario Eracle (Apollodoro, Epitome II 5 10 e I 6 1). Ma allo stesso modo anche la vicenda biblica di Giacobbe, come Autolico, era riuscito a rubare le bestie dalle mandrie di Labano (Genesi XXIX e XXX).

### Fonti
1. ↑  (EN) Apollodoro, Biblioteca I, 9.6, su theoi.com. URL consultato il 23 maggio 2019.
2. ↑  Omero, Iliade, libro VI, versi 153-155.
3. 1 2  (EN) Apollodoro, Biblioteca I, 9.3, su theoi.com. URL consultato il 23 maggio 2019.
4. ↑  (EN) Pausania il Periegeta, Periegesi della Grecia II, 4.3, su theoi.com. URL consultato il 23 maggio 2019.
5. ↑  Scoli a Apollonio Rodio, Le Argonautiche 3.1553.
6. ↑  (EN) sisyphus | Search Online Etymology Dictionary, su etymonline.com. URL consultato il 27 giugno 2018.
7. ↑   HYGINUS, FABULAE 50-99 - Theoi Classical Texts Library, su theoi.com. URL consultato l'8 maggio 2022.
8. ↑   APOLLODORUS, THE LIBRARY BOOK 3 - Theoi Classical Texts Library, su theoi.com. URL consultato l'8 maggio 2022.
9. ↑   PAUSANIAS, DESCRIPTION OF GREECE 2.1-14 - Theoi Classical Texts Library, su theoi.com. URL consultato l'8 maggio 2022.
10. ↑   HYGINUS, FABULAE 200-277 - Theoi Classical Texts Library, su theoi.com. URL consultato l'8 maggio 2022.
11. 1 2  Chisholm, Hugh, ed. (1911). "Sisyphus". Encyclopædia Britannica. 25 (11th ed.). Cambridge University Press. p. 161.
12. ↑  De Rerum Natura III.
13. ↑  Revue archéologique, 1904.
14. ↑  Sansonese, J. Nigro. The Body of Myth. Rochester, 1994, pp. 45–52. ISBN 0-89281-409-8
15. ↑  Ariely, Dan (2010). The Upside of Irrationality. ISBN 0-06-199503-7.
16. ↑    "Canone inverso" Sisifo stemma "Paolo Maurensig" - Cerca con Google, su google.it. URL consultato l'8 maggio 2022.
17. ↑   "Canone inverso" Sisifo "Paolo Maurensig" - Cerca con Google, su google.it. URL consultato l'8 maggio 2022.
18. ↑   Riccardo Rubis Passoni, Road. Nick Drake, dall'Inghilterra alle stelle,  p. 21.
19. ↑   The Game of Sisyphus su Steam, su store.steampowered.com. URL consultato il 23 giugno 2025.

- Omero, Iliade, libro VI, 152
- Omero, Odissea, libro XI, 593-600
- Pseudo-Apollodoro, Biblioteca I, 7,3; 9,3 ss.
- Pausania, Libro II, 1,3
- Igino, Fabulae 60, 201
- Tzetze, Scoli a Licofrone 107; 176; 229; 284; 344.
- Crizia, Sisifo (tragedia)

### Moderna
- Robert Graves, I miti greci, Milano, Longanesi, ISBN 88-304-0923-5.
- Pierre Grimal, Dizionario di mitologia, Parigi, Garzanti, 2005, ISBN 88-11-50482-1.
- Angela Cerinotti, Miti dell'antica Grecia e di Roma Antica, Verona, Demetra, 1998, ISBN 978-88-440-0721-8.
- Felice Ramorino, Mitologia Classica illustrata, Milano, Ulrico Hoepli, 2004, ISBN 88-203-1060-0.
- Gaetana Miglioli, Romanzo della mitologia dalla A alla Z, Firenze, G. D'Anna, 2007, ISBN 88-8104-731-4.